# Стрежень
Стре́жень — наиболее быстрая часть течения реки. Стрежень протягивается по длине реки в виде линии или полосы, соединяя точки или участки с максимальной поверхностной скоростью течения. Стрежень обычно проходит посередине водотока, но иногда приближается к одному из берегов. Если это обрывистый коренной берег, то он называется «ведущий берег».
Стрежень следует отличать от фарватера — судового хода, который обычно близок к стрежню, но не определяется им и не соответствует ему.
Часть невода, которая выбрасывается в глубокой части реки, называется «стрежневым» концом.
Близкими понятиями являются стремнина, быстрина.

## В культуре
Стрежень упоминается в русской народной песне о Степане Разине «Из-за острова на стрежень, на простор речной волны…»